# Buglossa
La buglossa, boleng, bolenga borda, borratja borda, llengua bovina o llengua de vaca (Anchusa azurea), és una herba perenne de la família de les boraginàcies. Habita en vores de camins, en sòls drenats i humits de bona part d'Europa i d'Àsia.
Addicionalment pot rebre els noms de alcança, bovina vera, buglossa blava, buglossa vera i llengua de bou. També s'han recollit les variants lingüístiques borratxa borda, bugalosa, buglosa, bugulosa, bulgalosa, gulosa i lenguaza.

## Taxonomia
Etimològicament azurea indica el color dels pètals blaus, i entre els noms populars llengua de bou i els seus derivats ens indiquen la forma de llengua de les seves fulles basals i l'aspror d'aquestes.

## Descripció
És una planta herbàcia perenne que assoleix entre 1 a 1,5 m d'alçada, erecta, amb ramificacions des de la base que apareixen el segon any, ja que el primer any només és una planta acaule amb fulles lanceolades. Tota la planta és hirsuta i està coberta de pèls més o menys rígids i aspres al tacte i, segons ens acostem a la base, aquest és més llarg i més dens. Les fulles alternes són sèssils i lanceolades excepte les basals. Aquestes fulles tenen un pecíol de color vermellós i les caulinars tenen forma oblongo-lanceolada o lingüiforma (en forma de llengua). Les inflorescències són cimoses amb petites bràctees i amb peduncles de color morat. Les flors hermafrodites són d'un color blau elèctric, amb cinc pètals actinomorfs. La corol·la és un tub llarg i estret i el calze té els sèpals soldats a la base. El fruit és tetranúcula amb tres aquenis, berrugosos.

## Usos medicinals
La flor era molt utilitzada en l'antiguitat com a sudorífica, diürètica, antidiarreic, en infusió o mesclada amb vi.